# Marguerite de Médicis
Pour les autres membres de la famille, voir Famille de Médicis.
Marguerite de Médicis, (Florence, 31 mai 1612 – Parme, 6 février 1679), duchesse de Parme et de Plaisance, est l'épouse de Édouard Ier Farnèse. Elle a été régente de Plaisance en 1635 et régente du duché en 1646, l'année de la mort de son mari.

## Biographie
Marguerite est la fille de Cosme II de Médicis, grand-duc de Toscane et de Marie-Madeleine d'Autriche.
Le mariage entre Marguerite et Édouard est fortement voulu par le duc Ranuce Ier Farnèse pour renforcer l'alliance entre le duché de Parme et le grand duché de Toscane mais Ranuce décède avant la cérémonie de mariage.
Les fiançailles sont arrangées en 1620. À cette date, les deux enfants n'ont que 8 ans. Le mariage est célébré le 11 octobre 1628 à Florence. Une représentation de "Mercure et Mars" mis en musique par Monteverdi et avec des textes de Claudio Achillini est jouée pour accueillir les époux dans le théâtre Farnèse.
Ce qui marque les années pendant lesquelles le couple gouverne Parme sont la peste de 1630, puis le contraste entre le faste de la cour et la charge fiscale que devaient supporter les sujets et autant pour la politique pro-française du duc.
Selon les portraits de l'époque, Marguerite n'était pas une belle femme ce qu'elle compensait par d'autres charmes, car aimable, bonne et très bien élevée. À la différence de ses prédécesseurs, le duc lui fut fidèle, il n'existe pas de fils illégitime.
À la mort d'Édouard, Marguerite assure la régence jusqu'à ce que son fils Ranuce soit en mesure de gouverner.
Marguerite meurt à Parme à l'âge de 66 ans.

## Descendance
Marguerite de Médicis épousa Édouard Farnèse le 11 octobre 1628. De leur union naquirent :
- Ranuce II Farnèse (1630 – 1694)
- Alexandre Farnèse (10 janvier 1635 - 18 février 1689), gouverneur des Pays-Bas Espagnols de 1680 à 1682
- Horace (Orazio) Farnèse (24 janvier 1636 - 2 novembre 1656)
- Catherine Farnèse (1637), sœur carmélite
- Pierre (Pietro) Farnèse (4 avril 1639 - 4 mars 1677)

## Sources
- (it) Cet article est partiellement ou en totalité issu de l’article de Wikipédia en italien intitulé « Margherita de' Medici » (voir la liste des auteurs).